# Макшеев, Вадим Николаевич
Вади́м Никола́евич Макше́ев (4 сентября 1926, Ленинград, РСФСР, СССР — 7 февраля 2019, Томск, Россия) — русский писатель, журналист, общественный деятель. Член Союза писателей России. Член Союза журналистов России. Заслуженный работник культуры Российской Федерации (1995).

## Биография
Родители Вадима Макшеева познакомились в городе Тарту, Эстония. Отец — из известной семьи русских офицеров из Санкт-Петербурга, сам тоже стал офицером Русской армии, участник Первой мировой войны, участник Гражданской войны, после которой эмигрировал сначала в Италию, потом во Францию и затем жил в Эстонии. После свадьбы мама уехала к родителям в советский Ленинград, где и родился их сын Вадим. Через несколько месяцев мама и новорождённый вернулись в Эстонию к отцу.
Время своего детства Вадим Николаевич называл как самое счастливое время жизни: скаутская дружина, первые друзья, увлекательные «путешествия» во время участия отца в строительстве железной дороги «Тарту — Петсери» — все эти события детской жизни оттесняли на задний план «взрослые» проблемы.
После окончания начальной школы Вадим учился в Тартуском реальном училище и Нарвской гимназии.
После присоединения Прибалтики к СССР Макшеевы остались в стране, подросток Вадим Макшеев вместе с другими русскими мальчишками приветствовал прибытие поездов с Красной Армией, с гордостью ходил с красноармейской красной звёздочкой на пиджаке.
Однако за неделю до начала войны, 14 июня 1941 года, в массовую депортацию из Эстонии в урало-сибирские лагеря и поселения ГУЛАГа, все Макшеевы были репрессированы. Отца отправили в концлагерь на Северный Урал, где он вскоре и погиб, а Вадим вместе с матерью и сестрою был сослан на поселение в спецкомендатуру СибЛага в Нарымский округ, где через год остался сиротой — в 1942-м члены семьи умерли от голода и лишений.
Из книги Вадима Макшеева «Спецы»:
За первый год ссылки в Волкове умерло одиннадцать женщин и детей из так называемого нового контингента спецпоселенцев (первыми обживать чащобные берега нарымских рек завезли в начале тридцатых годов семьи раскулаченных крестьян). Новым подневольным поселенцам хлеб поначалу продавали в сельпо (взрослым — пятьсот граммов, детям — триста), но вскоре продажу прекратили, начальство объявило, что хлеб ссыльным следует получать там, где они должны работать и зарабатывать трудодни. Но в колхозах хлеба не было — предыдущий год был неурожайным, а зерно нового урожая практически все, за исключением семенного, надлежало сдавать в госпоставку. У местных жителей имелись хоть какие-то припасы — вновь прибывшие ссыльные, обменяв на продукты немногое, что смогли с собой привезти, стали опухать от голода и умирать. В первую очередь погибали дети, следом за ними — их матери… 
 
[Мои] Мама и Светлана скончались в октябре сорок второго, они лежат в одной могиле, и у меня нет сил писать, как все это было…
Вадим Макшеев, как «репрессированый эстонец», состоял на учёте в спецкомендатуре до послесталинской амнистии 1954 года.
Работал на рыбозаводе в Новом Васюгане, затем в колхозе: был молотобойцем в кузнице, косил сено, скирдовал солому, заготавливал лес, работал на лошадях. Все это позволило Вадиму Макшееву узнать крестьянский быт изнутри. Бухгалтерской же работе он обязан пониманием сути экономики, теснейшим образом связанной со многими социальными и нравственными проблемами, которые приходилось в дальнейшем исследовать ему как журналисту и писателю.
В молодости проявился талант писать и с середины 1950-х годов Вадим начал публиковаться в печати. Его статьи по проблемам сельской экономики публиковались и в областных, и центральных периодических изданиях.
В 1960 году пока ещё беспаспортного колхозника Вадима Макшеева за талантливые резонансные публикации приняли в Союз журналистов СССР. Одновременно, в ходе экономической реформы в стране и опыта по созданию территориальных совнархозов, прошло объединение Васюганского района с соседним Каргасокским, колхоз «Мантитострой», как и большинство хозяйств бывшего Васюганского района, прекратил своё существование. После этого Вадима Макшеева направили на работу в каргасокскую районную газету «Северная правда» — на должность заведующего отделом сельского хозяйства.
Журналистика стала для Вадима Николаевича, по его словам, «ступенькой в литературу». Постепенно аналитическая информация, зарисовки, очерки начали перерастать в художественную прозу. Здесь, в «Северной правде» были опубликованы его первые рассказы, которые были преимущественно о послевоенной деревне, о брошенных (после упразднения ГУЛАГа) посёлках, таких как ставшие ему родными Красноярка и Маломуромка, о людях, деливших с ним тяготы ссылки, войны, послевоенного лихолетья. Позже Вадим Макшеев обратился к жанру документальной и автобиографической прозы.
В 1963 году стал журналистом томской областной газеты «Красное знамя», куда в то время принимали только наиболее талантливых журналистов, с этого момента далее жил в городе Томске.
В 1968 в журнале «Сибирские огни» был опубликован рассказ Вадима Макшеева «Исполинка», затем были публикации в региональных и центральных журналах. В 1973 в Москве в издательстве «Современник», вышла первая книга писателя «Последний парень».
В 1977 Макшеев принят в Союз писателей РСФСР. В этот же год им был успешно окончен Вечерний Университет марксизма-ленинизма Томского обкома КПСС.
Кроме писательского поприща активно занимался общественной работой историко-просветительской деятельностью по сохранению памяти Сибири о годах сталинского лихолетья.
Член Всероссийского историко-просветительского общества «Мемориал» (с момента его основания в 1988). Член правления Культурно-просветительского фонда имени П. И. Макушина (Томск). Член Комиссии по вопросам помилования при губернаторе Томской области: по его инициативе и непосредственном участии в 1997 году в Новом Васюгане был установлен памятник жертвам политических репрессий. Член Совета по высшим наградам города Томска при Администрации Томска. Член Общественной палаты Томской области.
Умер 7 февраля 2019 года в Томске на 93-м году жизни.

## Творчество
Автор 21 художественной и публицистической книги, среди них «Дамоклов меч», «Последний парень», «Чужие люди», «Красные кони», «Дождь надолго», «Разбитое зеркало» и многие другие. Его произведения публикуются в российских и зарубежных журналах, включены в антологии; в коллективных сборниках и альманахах, журналах «Октябрь», «Знамя», «Наш современник», «Москва», «Сибирские Афины» и др. Многие повести, эссе, рассказы опубликованы за рубежом, в том числе в издающихся на русском языке эстонских журналах «Таллинн», «Радуга» и «Вышгород».
Творчество писателя автобиографично. Рассказы Вадима Макшеева преимущественно о послевоенной деревне: брошенных посёлках, исчезнувших с карты Томской области, а также людях, с которыми он вместе пережил ссылку, войну и тяготы послевоенных лет. «Я пишу печальные вещи. Такая моя биография. Но страдание, сострадание — это стимул к творчеству», — признается автор.
В 1997 году в московском издательстве «Русский путь» в серии «Исследования новейшей русской истории» под редакцией А.И. Солженицына вышла книга Вадима Макшеева «Нарымская хроника. 1930—1945. Трагедия спецпереселенцев: Документы и воспоминания», отмеченная в российской и зарубежной печати. В 1999 году книга издана на латышском языке в Латвии (Рига). Книги последних лет — пропущенные через душу писателя свидетельства о трагической истории СССР, о судьбах русских, эстонцев, латышей и др.национальностей.

## Награды
- нагрудный знак и почётное государственное звание Заслуженный работник культуры Российской Федерации (1995)

- орден «Знак Почёта» (1973)
- орден «Знак Почёта» (1986)
- орден «Томская Слава» (16.09.2016)
- знак отличия (орден) «За заслуги перед Томской областью» (2005)
- золотой нагрудный знак Законодательной Думы Томской области «Герб Томской области» (2011)
- бронзовая медаль ВДНХ
- почётный знак Союза журналистов России «Честь, достоинство, профессионализм» (2006)
- медаль «За доблестный труд в Великой Отечественной войне 1941—1945 гг.» (1946)
- медали в честь Победы в Великой Отечественной войне (как труженик тыла):
  - юбилейная медаль «60 лет Победы в Великой Отечественной войне 1941—1945 гг.» (2005)
  - юбилейная медаль «65 лет Победы в Великой Отечественной войне 1941—1945 гг.» (2010)
  - юбилейная медаль «70 лет Победы в Великой Отечественной войне 1941—1945 гг.» (04.2015)
- медаль «Ветеран труда» (1987)

- 2 февраля 2011 года Вадим Николаевич Макшеев был награждён высшей наградой Эстонии для иностранных граждан — орденом «Крест земли Марии» 4 класса, — за особые заслуги перед Эстонией: за многолетнюю работу по созданию мартиролога всех граждан Эстонии, репрессированных в Нарымском и Томском округах в 1941[2].

- лауреат премий Союзов Писателей СССР и РСФСР
- лауреат премий имени В. Я. Шишкова
- лауреат губернаторской Премии Томской области (1998)
- лауреат губернаторской Премии Томской области (2007)
- лауреат Премии журнала «Октябрь»
- лауреат Премии Фонда имени П. И. Макушина
- лауреат Премии Томской области «Человек года 2011» (15 февраля 2012 года)